# Награда Мија Алексић
Награда Мија Алексић је награда која се додељује за најбољу позоришну представу по оцени стручног жирија на фестивалу Дани комедије у Јагодини. Установљена је 1995. године и носи име Мије Алексића, великана српског глумишта.
Кокан Младеновић је режирао чак шест награђених представа. У продукцији Крушевачког позоришта реализовано је пет награђених представа. Представа Ћелава певачица, у режији Јагоша Марковића, награђена је два пута (1998. и 2024), али у различитим поставкама. Пет пута се десило да одређени комад исте године освоји и Награду Миодраг Петровић Чкаља, која се додељује за најсмешнију представу по оцени публике фестивала.

## Награђене представе
| Година     | Представа                        | Редитељ              | Позориште                                                  | Изв.   |
| ---------- | -------------------------------- | -------------------- | ---------------------------------------------------------- | ------ |
| 1995.      | Развојни пут Боре Шнајдера       | Кокан Младеновић     | Народно позориште у Београду                               | [ 1 ]  |
| 1996.      | Кате капуралица                  | Јагош Марковић       | Народно позориште у Сомбору                                | [ 1 ]  |
| 1997.      | Прељубници                       | Велимир Митровић     | Народно позориште у Кикинди                                | [ 1 ]  |
| 1998.      | Ћелава певачица                  | Јагош Марковић (2)   | Крушевачко позориште                                       | [ 1 ]  |
| 1999.      | није додељена                    | није додељена        | није додељена                                              | [ 1 ]  |
| 2000.      | Ђе год сам био, свуд сам погинуо | Радослав Дорић       | Позориште Славија                                          | [ 1 ]  |
| 2001.      | Јубилеј                          | Михаило Вукобратовић | Позориште на Теразијама                                    | [ 1 ]  |
| 2002.      | Слуга двају господара            | Кокан Младеновић (2) | Народно позориште у Суботици                               | [ 1 ]  |
| 2003.      | Скуп                             | Јагош Марковић (3)   | Југословенско драмско позориште                            | [ 1 ]  |
| 2004.      | Поп Ћира и поп Спира             | Југ Радивојевић      | Позориште на Теразијама (2)                                | [ 1 ]  |
| 2005.      | Свињски отац                     | Егон Савин           | Крушевачко позориште (2)                                   | [ 1 ]  |
| 2006.      | Љубавник великог стила           | Владимир Лазић       | Звездара театар                                            | [ 1 ]  |
| 2007.      | Парадокс                         | Егон Савин (2)       | Народно позориште у Сомбору (2)                            | [ 1 ]  |
| 2008.      | Херој нације                     | Егон Савин (3)       | Народно позориште Тоша Јовановић                           | [ 2 ]  |
| 2009.      | Маратонци трче почасни круг      | Кокан Младеновић (3) | Позориште на Теразијама (3)                                | [ 3 ]  |
| 2010.      | Дундо Мароје                     | Кокан Младеновић (4) | Крушевачко позориште (3)                                   | [ 4 ]  |
| 2011.      | Пут око света                    | Југ Радивојевић (2)  | Крушевачко позориште (4) / Дани комедије                   | [ 5 ]  |
| 2012.      | Кумови                           | Душан Ковачевић      | Звездара театар (2)                                        | [ 6 ]  |
| 2013.      | Зона Замфирова                   | Кокан Младеновић (5) | Позориште на Теразијама (4)                                | [ 7 ]  |
| 2014.      | Госпођа министарка               | —                    | Позориште Бошко Буха                                       | [ 8 ]  |
| 2015.      | Доктор Нушић                     | Кокан Младеновић (6) | Народно позориште у Сомбору (3) и Крушевачко позориште (5) | [ 9 ]  |
| 2016.      | Родољупци                        | Андраш Урбан         | Народно позориште у Београду (2)                           | [ 10 ] |
| 2017.      | Хипноза једне љубави             | Душан Ковачевић (2)  | Звездара театар (3)                                        | [ 11 ] |
| 2018.      | Флорентински шешир               | Даријан Михајловић   | Позориште Бошко Буха (2)                                   | [ 12 ] |
| 2019.      | Ноћна стража                     | Борис Лијешевић      | Атеље 212                                                  | [ 13 ] |
| 2020—2022. | није додељена                    | није додељена        | није додељена                                              |        |
| 2023.      | Тартиф                           | Игор Вук Торбица     | Народно позориште у Сомбору (4) и Српско народно позориште | [ 14 ] |
| 2024.      | Ћелава певачица                  | Јагош Марковић (4)   | Центар за културу Тиват                                    | [ 15 ] |

Легенда:
|  | Представа је исте године освојила и Награду Миодраг Петровић Чкаља. |

### Најуспешнији редитељи
| Број награда | Редитељ          | Године                              |
| ------------ | ---------------- | ----------------------------------- |
| 6            | Кокан Младеновић | 1995, 2002, 2009, 2010, 2013, 2015. |
| 4            | Јагош Марковић   | 1996, 1998, 2003, 2024.             |
| 3            | Егон Савин       | 2005, 2007, 2008.                   |
| 2            | Југ Радивојевић  | 2004, 2011.                         |
| 2            | Душан Ковачевић  | 2012, 2017.                         |

### Најуспешнија позоришта
| Број награда | Позориште                    | Године                        |
| ------------ | ---------------------------- | ----------------------------- |
| 5            | Крушевачко позориште         | 1998, 2005, 2010, 2011, 2015. |
| 4            | Народно позориште у Сомбору  | 1996, 2007, 2015, 2023.       |
| 4            | Позориште на Теразијама      | 2001, 2004, 2009, 2013.       |
| 3            | Звездара театар              | 2006, 2012, 2017.             |
| 2            | Народно позориште у Београду | 1995, 2016.                   |
| 2            | Позориште Бошко Буха         | 2014, 2018.                   |